# Валлийская колонизация Америки
Валлийская колонизация Америки — процесс заселения американского континента валлийцами. Представляла собой результат редких инициатив по созданию именно валлийских поселений в Новом Свете. Может рассматриваться как часть более общей британской колонизации Америки.

## Легенда о Мадоге
Легенда, популярная в XVI веке, утверждает, что первым европейцем, кто увидел Америку, был валлийский князь Мадог ап Оуайн Гвинед в 1170 году. Сын Оуайна ап Грифида, князь Гвинеда, он бежал из страны во время кризиса престолонаследия с отрядом колонистов и поплыл на Запад. В конце концов он высадился у реки Миссисипи и основал там колонию, которая впоследствии смешалась с коренными американцами — индейцами. В конце XVI века легенда была использована некоторыми английскими писателями, такими как Джон Ди, чтобы оправдать территориальные претензии Великобритании в Северной Америке. Легенда была возрождена в XVIII веке после рассказов об индейцах, говорящих по-валлийски, однако большинство учёных считают, что эти рассказы не основаны на реальных фактах.

## Северная Америка
Существовала обширная валлийская иммиграция на территории нынешних США и Канады, но было предпринято только несколько попыток основать отдельные валлийские поселения. Сэр Уильям Вуган послал валлийских колонистов в Реньюс, Ньюфаундленд, чтобы основать там постоянную колонию, но в итоге сделать этого не получилось. Вуган сделал ещё одну попытку основать колонию в Трипасси (также на Ньюфаундленде), которую он назвал Камбриоль, и она в конечном итоге превратилась в провинцию Авалон под управлением лорда Балтимора.

### Пенсильвания
Многие квакеры из Уэльса эмигрировали в Пенсильванию в XVII веке, когда им было дано обещание от Уильяма Пенна, что они смогут создать там валлийские колонии. Валлийский тракт должен был стать отдельным округом, где местное правительство будет использовать валлийский язык, потому как многие переселенцы не говорили по-английски. Однако обещание не было сдержано, и уже в середине 1690-х годов земля была разделена на несколько округов, а Валлийский тракт никогда не получил самоуправления.
В конце XVIII века Морганом Джоном Рюсом была основана валлийская колония под названием Камбрия — в современном графстве Камбрия в Пенсильвании. Позже, между 1856 и 1867 годами, Сэмюэль Робертс пытался основать валлийское поселение в Бринфинноне, Теннесси. Тем временем Майкл Джонс разработал планы по созданию валлийских поселений в Висконсине, Орегоне и Британской Колумбии, но эти планы не были реализованы.

### Теннесси
После Гражданской войны в США 104 валлийских семьи иммигрантов переехали из Пенсильвании в Восточный Теннесси. Эти валлийские семьи поселились в месте, сейчас известном как Механиксвилл и часть города Ноксвилл. Эти семьи были завербованы братьями Джозефом и Дэвидом Ричардсами для работы на заводе, которым они владели совместно с Джоном Джонсом.
Братья Ричардсы также являлись учредителями Ноксвиллского металлургического завода рядом с железной дорогой L&N, который позднее использовался для размещения Всемирной Ярмарки 1982 года. Из зданий металлургического завода, в которых работали валлийские иммигранты, только одно сохранило свой прежний облик — ресторан «Литейщик». Во время Ярмарки 1982 года здание было известно под названием Strohouse.
После первых пожертвований средств на Вторую пресвитерианскую церковь валлийские иммигранты построили свою собственную конгрегационную церковь с преподобным Томасом Томасом в качестве первого пастора в 1870 году. Тем не менее, в 1899 году церковное имущество было продано.
Семьи валлийских иммигрантов стали успешными и основали другие предприятия в Ноксвилле, в том числе компанию по производству топлива для автомобилей, несколько компаний по производству шифера, мраморную компанию и несколько мебельных компаний. К 1930 году многие семьи переехали в другие части города или соседние территории, такие как графство Сивер. На сегодняшний день более 250 семей в Ноксвилле могут проследить свою родословную от этих валлийских иммигрантов. Валлийские традиции в Ноксвилле выражаются в праздновании Дня святого Давида.

### Огайо
Округа Джексон и Галлия в Огайо были заселены валлийскими иммигрантами в XIX веке, большинство из которых приехало из Кередигиона, Западный Уэльс.

## Южная Америка

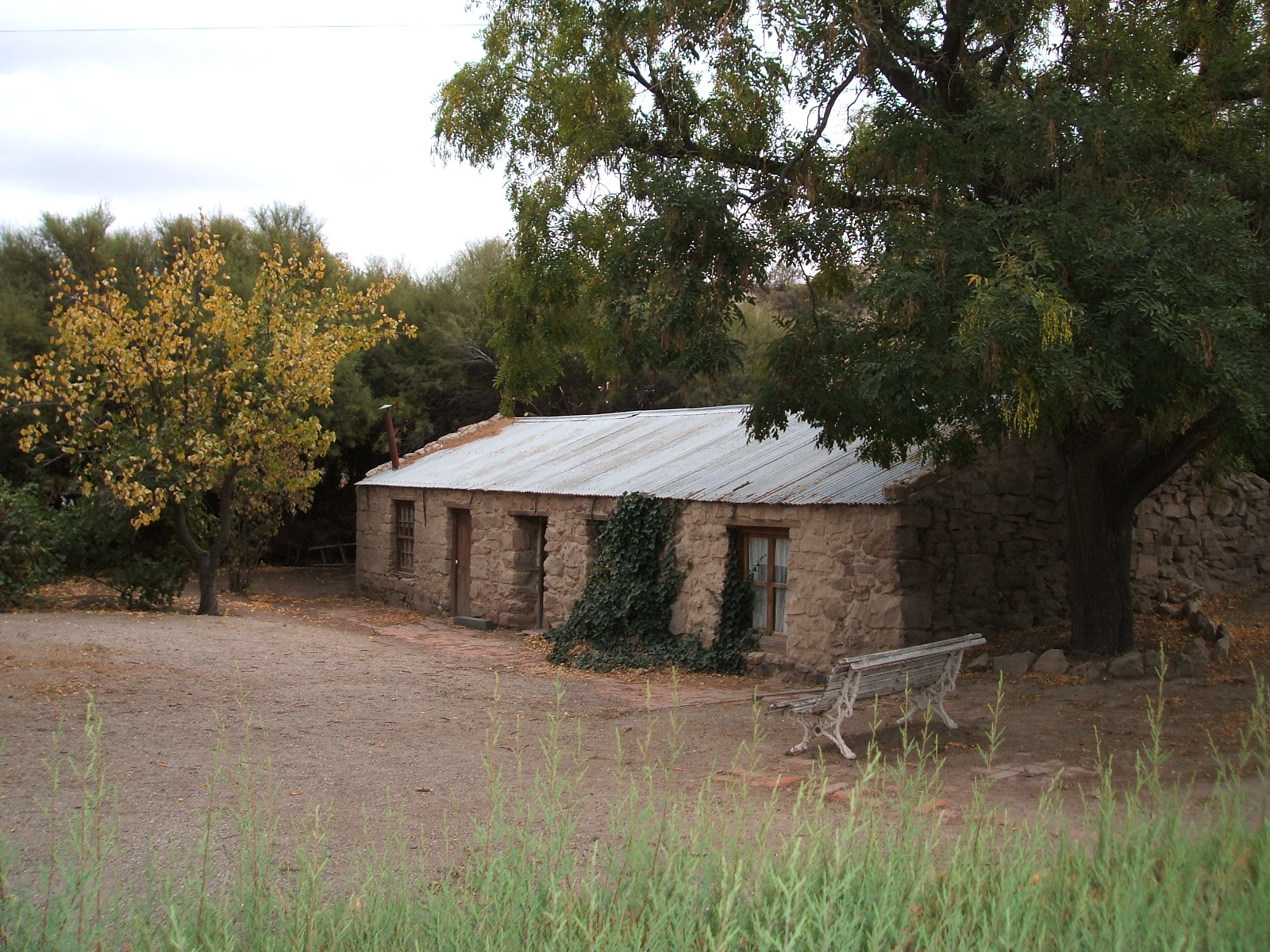
Старый каменный дом валлийских переселенцев в Гаймане, Чубут, Аргентина.

В 1852 году Томас Бенбоу Филипс из Трегарона основал поселение со 100 валлийскими жителями в Риу-Гранди-ду-Сул, в Бразилии. Многие из этих колонистов впоследствии переехали в более успешные колонии в колонизируемой Патагонии.
Самой известной валлийской колонией в Патагонии была колония Y Wladfa Gymreig («валлийская колония») в долине реки Чубут, созданная в 1865 году, когда 153 поселенца высадились там, где сейчас находится Пуэрто-Мадрин. Незадолго до этого колонисты достигли соглашения с министром внутренних дел Аргентины Гильермо Роусоном, что колония станет частью Аргентины, когда её население достигнет 20000 человек. Однако это обещание не было ратифицировано аргентинским парламентом — из страха, что британское правительство сможет использовать присутствие там валлийцев для захвата Патагонии.